# Fluminimaggiore
Fluminimaggiore är en ort och kommun i provinsen Sydsardinien i regionen Sardinien i sydvästra Italien. Kommunen hade 3 026 invånare (2017).